# Raposa-colorada
A raposa-colorada ou raposa-andina (nome científico: Lycalopex culpaeus) é uma raposa sul-americana e o segundo maior canídeo da América do Sul, superado apenas pelo lobo-guará, e é a 6ª maior espécie de canídeo das Américas. Também é conhecida como culpeo (inglês), lobo andino, zorro andino, zorro colorado ou zorro culpeo (espanhol). Assim como as outras espécies do gênero Lycalopex, a raposa-colorada não é uma "verdadeira raposa", sendo mais próxima de lobos e chacais; sua aparência lembra a das raposas do gênero Vulpes devido à evolução convergente.

## Descrição
A raposa-colorada é a maior raposa do gênero Lycalopex e, entre os canídeos da América do Sul, é apenas menor que o lobo-guará (Chrysocyon brachyurus). Apresenta considerável dimorfismo sexual, com os machos em média 1,5 vezes maiores que as fêmeas. O peso médio do macho é 11,4 kg, enquanto as fêmeas em média pesam 8,4 kg. No geral, apresentam uma faixa de peso de 5 a 13,5 kg. O comprimento total pode variar de 90 a 165 cm, incluindo a cauda que tem entre 30 a 51 cm de comprimento.
Tem pelagem avermelhada e grisalha. Possui um queixo e partes inferiores do corpo brancos a castanhos claros. As partes dorsais da cabeça, incluindo as orelhas e o pescoço, bem como as pernas e os flancos, são fulvos ou ruivos. A área ao redor da cauda geralmente é mais escura, às vezes cinza escuro. A cauda é espessa e cinza com uma ponta preta e uma área mais escura perto da garupa. Nos meses de inverno, a pelagem fica mais longa e densa.

## Distribuição e habitat

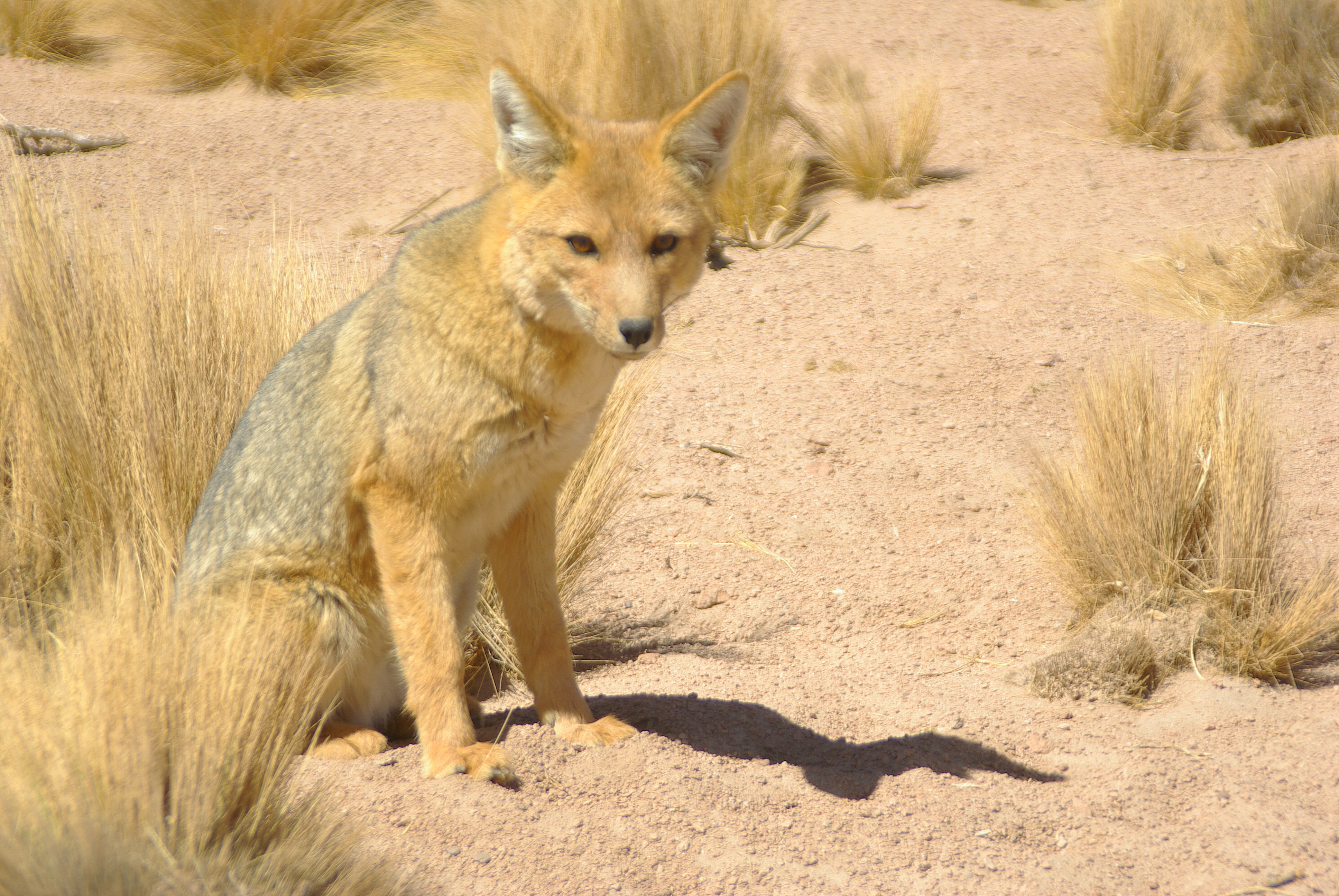
Uma raposa-colorada na região de Antofagasta

A raposa-colorada é endêmica da América do Sul. Distribui-se especialmente ao longo da Cordilheira dos Andes, desde o sul da Colômbia, Equador, Peru, Bolívia, Chile e metade da Argentina ao oeste, chegando ao arquipélago da Terra do Fogo ao sul. É geralmente visto na parte ocidental das montanhas dos Andes, mas também pode ser encontrada nas ilhas Malvinas, onde foram introduzidas por humanos.
Ao longo de sua ampla distribuição, a raposa-colorada é encontrada em habitats variados, que vão desde terrenos acidentados e montanhosos (até a linha das árvores), vales profundos e desertos abertos, cerrados, pampas, florestas temperadas, campos abertos e florestas tropicais de folhas largas. Foram relatados de 0 a 4500 m acima do nível do mar.

## Comportamento
A raposa-colorada é um canídeo solitário, exceto na época de reprodução. Geralmente apresenta hábitos noturnos e crepusculares e geralmente se abriga em cavernas ou troncos ocos durante o dia. Na Patagônia, foram vistos movendo-se cerca de 7 km; nos desertos do norte do Chile, as raposas foram registradas movendo-se 21 km. Os padrões de atividade variam geograficamente; aparentam ser noturnos na Argentina, nas terras altas do Peru, no deserto chileno e em Magalhães, mas no Chile central são diurnos ou crepusculares. Seu comportamento pode estar relacionado aos padrões de atividade das presas. As raposas são cursores e terrestres. Durante o verão até o outono, exibem seu nível de atividade mais alto.

## Dieta
Possui uma dieta generalista que inclui pequenos e médios vertebrados, principalmente roedores e lagomorfos (especialmente o coelho europeu introduzido); também é altamente oportunista, se alimentando ocasionalmente de guanacos jovens, cordeiros, bezerros, galinhas e ovelhas; eventualmente também se alimenta de carniça.
São considerados benéficos porque são predadores significativos dos coelhos introduzidos em 1915; acredita-se que essas populações introduzidas de coelhos tenham permitido que os as raposas-coloradas se propagassem do sopé dos Andes pela planície patagônica.

## Reprodução
O período de acasalamento da espécie se dá entre agosto e outubro. Após um período de gestação que dura entre 55 e 60 dias, a fêmea dará a luz de dois a cinco filhotes. Eles geralmente têm uma ninhada por ano de três a cinco filhotes. Estes se tornam adultos sexualmente maduros aos sete meses de idade. Com relação à expectativa de vida, o espécime de vida mais longa relatado na natureza atingiu 11 anos de idade.

## Taxonomia
Seis subespécies são reconhecidas:

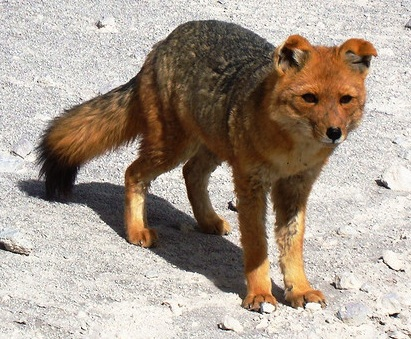
Lycalopex culpaeus andinus (Thomas, 1914)
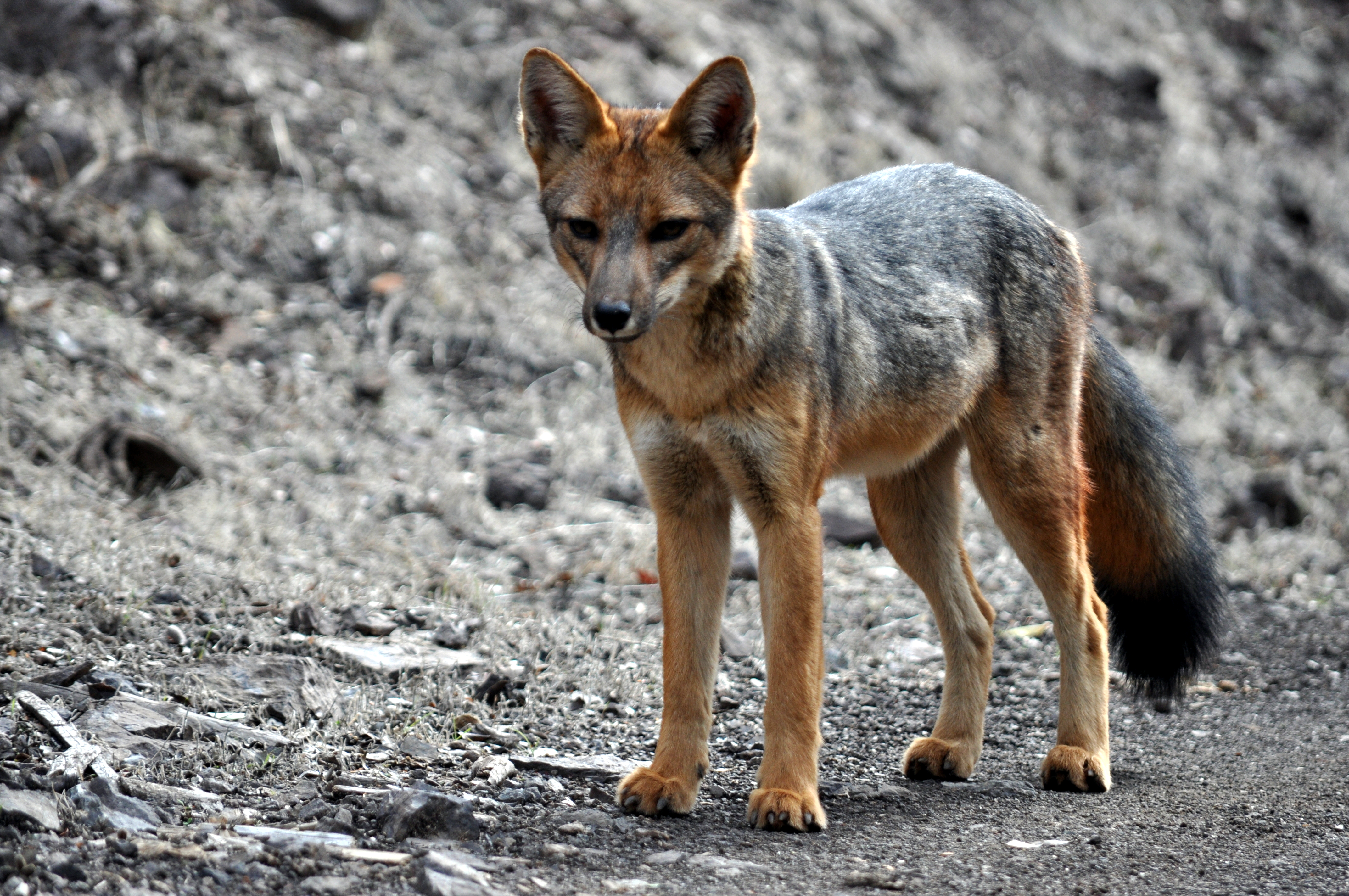
Lycalopex culpaeus culpaeus (Molina, 1782)
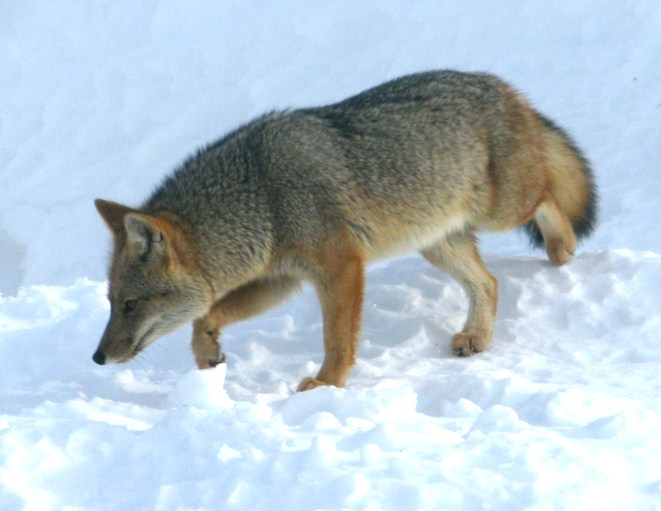
Lycalopex culpaeus lycoides (Philippi, 1896)
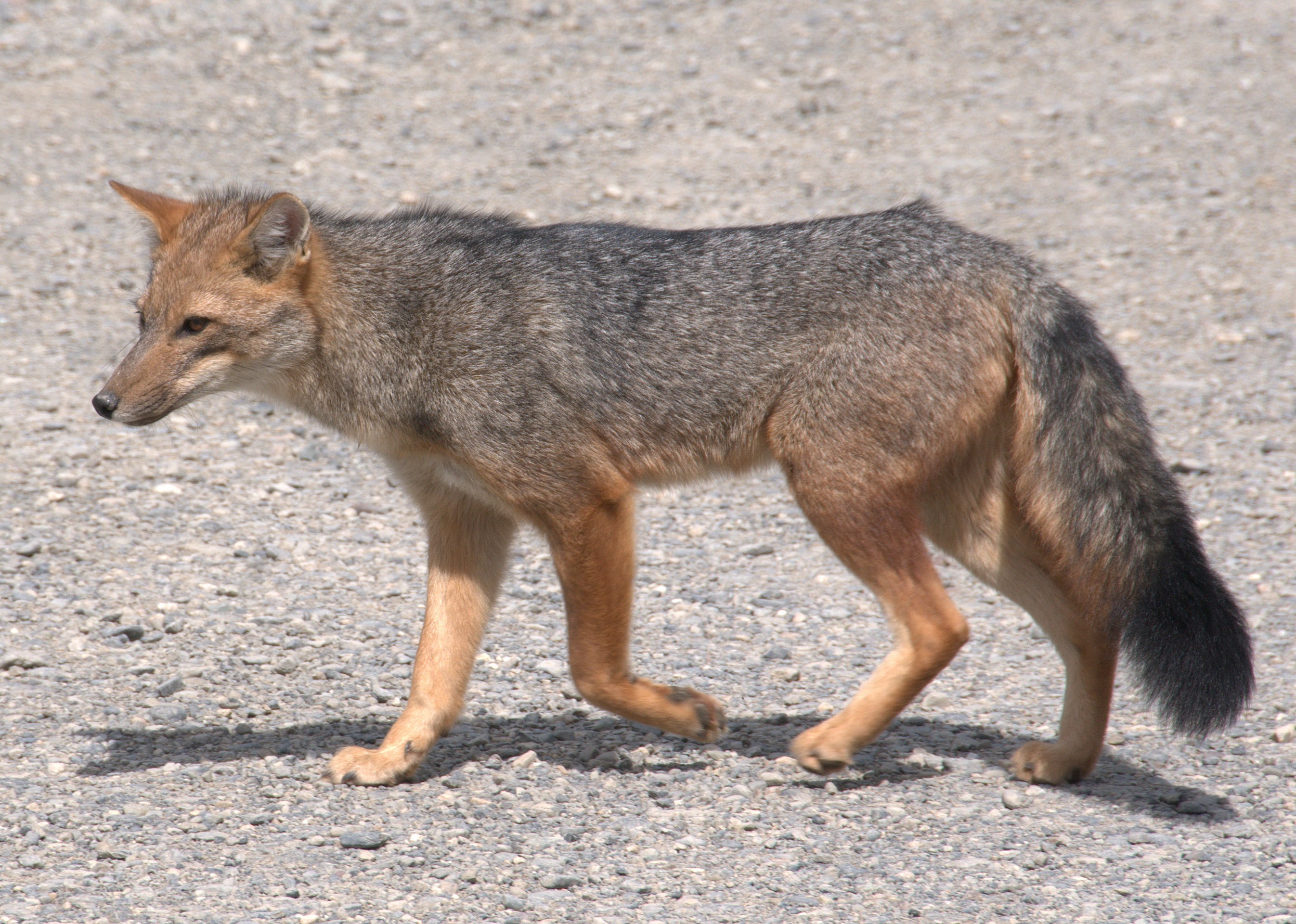
Lycalopex culpaeus magellanicus (Gray, 1837)
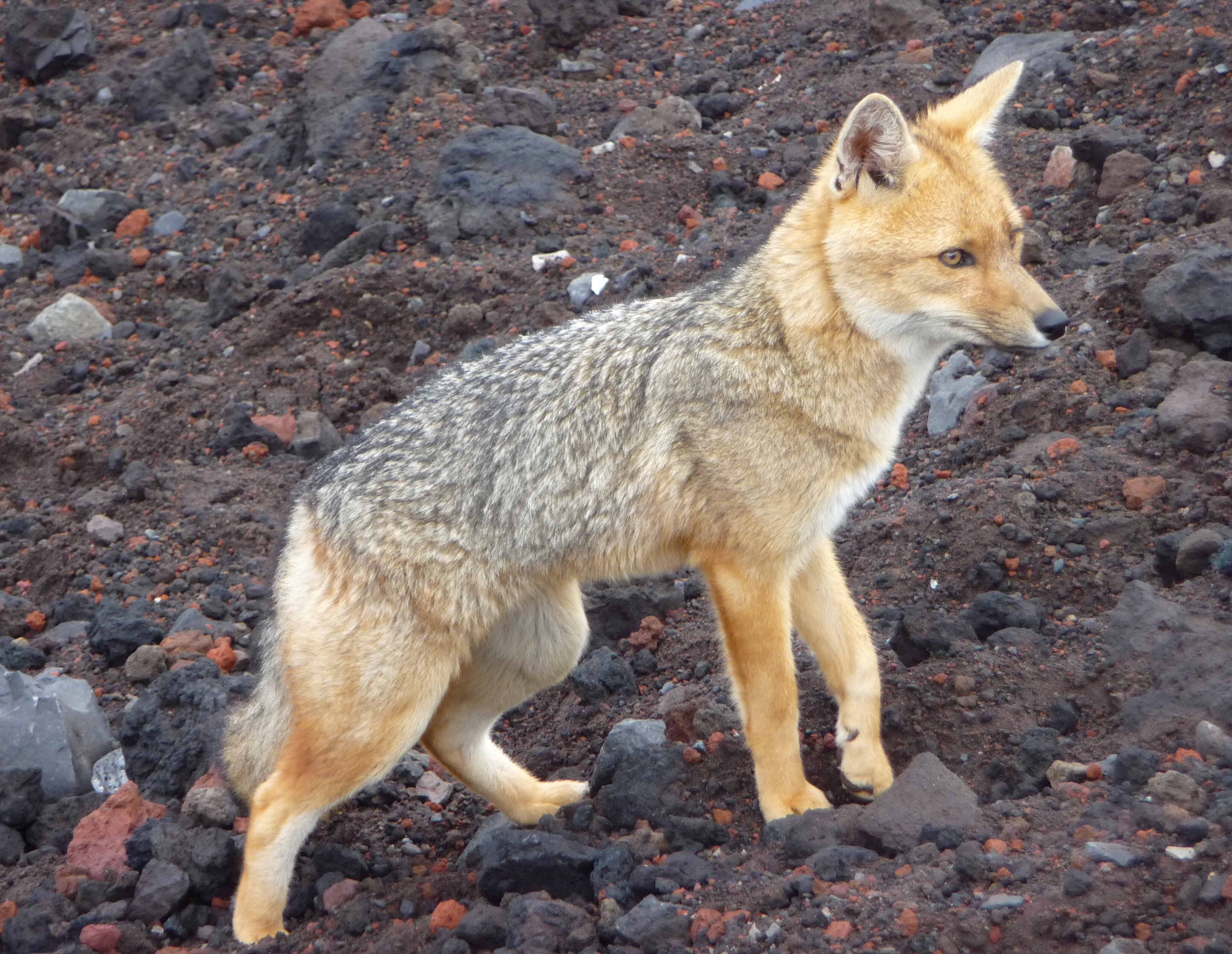
Lycalopex culpaeus reissii (Hilzheimer, 1906)
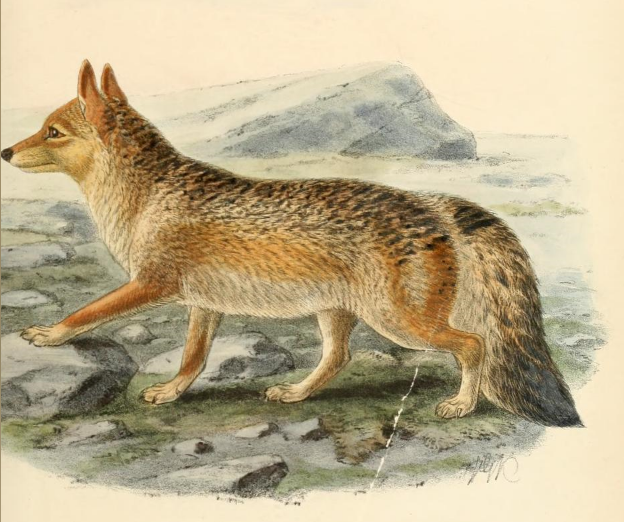
Lycalopex culpaeus smithersi (Thomas, 1914)

Em uma pesquisa publicada em 2009, se propõe L. c. lycoides, L. c. magellanicus e L. c. smithersi como sinônimos formais para L. c. culpaeus, pois não apresentam diferenças significativas em sua morfometria dento-craniana.

## Conservação
Lycalopex culpaeus é uma espécie abundante, mas os seus números são desconhecidos. Estima-se que na Colômbia, a população seria de pelo menos mil exemplares em áreas protegidas. Nas áreas protegidas do Equador, Peru e Bolívia haveria outros 2 mil indivíduos, embora as populações sejam escassas em áreas com alta presença humana. No Chile e na Argentina estariam as maiores concentrações.[carece de fontes?]
A avaliação do estado de conservação da espécie difere entre as regiões; no Equador e na Colômbia, a espécie foi listada como 'Vulnerável'. Perseguição direta e alteração de habitat são consideradas as ameaças mais importantes que a espécie enfrenta em muitos países, embora outros fatores de risco, como as mudanças climáticas, também possam ter consequências graves para os canídeos em escala global. Já na Lista Vermelha da IUCN, a espécie é classificada como 'Pouco preocupante'.
A atividade humana é uma das principais causas conhecidas de mortalidade de raposas-coloradas. Até o início da década de 1990, a principal causa de mortalidade era a caça e a captura para a comercialização de pelos. Os culpeos parecem resistir a níveis intensos de caça, no entanto, isso só pode ser possível através da imigração de áreas vizinhas inexploradas que atuam como refúgio. Além disso, diferentes partes de seus corpos são usadas como remédios na Argentina e na Bolívia.  Sabe-se também que raposas adultas e juvenis podem ser mortas por cães domésticos, e também há casos de atropelamento, embora a significância não tenha sido quantificada. Um dos principais problemas está relacionado à atividade pecuária; a perseguição direta para reduzir a predação de gado, aves e animais domésticos pelas raposas. Como a raposa-colorada ocasionalmente ataca ovinos, caprinos e camelídeos (lhamas e alpacas), é frequentemente caçada ou envenenada.

## Cultura popular
Em 2015, a raposa-colorada foi escolhida como o mascote oficial da edição de 2015 da Copa América, que foi disputada no Chile. O nome do mascote, Zincha, foi escolhido pelo público, a partir das palavras 'zorro' (raposa, em espanhol) e 'hincha' (torcedor, na língua nativa). Tinha uma peculiar cor laranja e membros azuis e vermelhos, além de desenhos no corpo característicos que aludem à cultura indígena do Chile, como todos os desenhos da Copa América de 2015.